# مصطفى موزينوفتش
مصطفى موزينوفتش (بالبوسنية: Mustafa Mujezinović) (من مواليد 27 ديسمبر 1954) كان رئيس وزراء اتحاد البوسنة والهرسك في الفترة من عام 2009 إلى عام 2011،

## سيرته
ولد في سراييفو أنهى دراسته الابتدائية عام 1970، وفي عام 1974 تخرج من المرحلة الثانوية، ثم تخرج من كلية الهندسة الكهربائية في جامعة سراييفو عام 1978.
عمل موزينوفتش في الفترة من عام (1978 - 1983) مصمم ومهندس جودة في أحد مصانع الطاقة في العاصمة سراييفو، ومنذ عام 1990 حتى عام 1992 شغل منصب مدير المبيعات وعضو مجلس إدارة مصنع إنرجوإنفست سراييفو، وفي الفترة (1994 - 1995) شغل منصب رئيس بلدية ستاري غراد في سراييفو، ثم من عام 1995 إلى عام 1996 عمل عمدة لبلدة ستاري غراد في سراييفو، وفي الفترة (1996 - 1998) كان أول رئيس وزراء لكانتونة سراييفو، ومنذ عام 1998 إلى عام 2000 أصبح محافظ كانتونة سراييفو، ومن عام 2000 إلى عام 2001 شغل منصب سفير البوسنة والهرسك لمنظمة الأمن والتعاون في أوروبا، ثم من عام 2002 إلى 2004 أصبح مدير صندوق الخصخصة بريفنت انفست، ومن عام 2004 إلى عام 2008 شغل منصب سفير البوسنة والهرسك في ماليزيا، ومنذ عام 2008 عمل مستشارًا لمجلس إدارة بنك التنمية للاتحاد البوسنة والهرسك، ثم شغل منصب رئيس وزراء اتحاد البوسنة والهرسك في الفترة (2009 - 2011).